# 庫切爾代亞鄉
46°24′N 24°16′E / 46.400°N 24.267°E
庫切爾代亞鄉（羅馬尼亞語：Comuna Cucerdea, Mureș），是羅馬尼亞的鄉份，位於該國中部，由穆列什縣負責管轄，面積36平方公里，海拔高度404米，2007年人口1,638，人口密度每平方公里46人。